# Аменция
Аме́нция, аменти́вное помраче́ние созна́ния, или аменти́вный синдро́м (от лат. amentia «безумие») — синдром помрачения сознания, при котором преобладают растерянность, бессвязность мышления и речи, хаотичность движений. В клиническую психиатрию данное понятие введено Теодором Мейнертом в 1890 году. В работах Мейнерта аменция рассматривалась как отдельная нозологическая единица — особая форма острого психоза. Согласно исследованиям Карла Бонхёффера (1912), аменция относится к экзогенным типам реакций.

## Симптомы
Отмечается нарушение синтеза восприятий, инкогерентность, дезориентировка в месте, времени и собственной личности, растерянность, возникновение истинных галлюцинаций. Галлюцинации немногочисленны и отрывочны, также могут наблюдаться бессвязные отрывочные бредовые идеи. Зачастую больные не могут вспомнить своё имя, возраст и адрес и утрачивают способность понимать происходящее. Пациент дезориентирован, растерян, беспомощен, спонтанно произносит бессвязные фразы, отдельные слова; общение с ним невозможно. Полной ясности сознания не наступает. Аффективные проявления неадекватны и непоследовательны, настроение изменчиво (печаль, страх, плаксивость, недоумение, весёлость сменяют друг друга), словесные выражения отражают настроение. Иногда наблюдается персеверация. Наблюдается умеренное двигательное возбуждение, иногда кратковременно возникает ступор или резкое возбуждение. Характерно двигательное возбуждение в пределах постели, с постоянными вздрагиваниями, изгибаниями, вращательными движениями или топтаниями на одном месте. В редких случаях сильное возбуждение с отказом от пищи может вызвать крайнее истощение.
Начало постепенное или после прошедшего делирия и хаотического помрачения сознания. Вечером и ночью аменция может перейти в делирий. Состояние аменции полностью амнезируется. Аментивный синдром протекает без светлых интервалов, продолжительность зависит от динамики основного соматического заболевания. Длительность состояния аменции обычно составляет от нескольких дней до нескольких недель.
В зависимости от преобладающих проявлений различают три формы аменции: кататоническую, галлюцинаторную, бредовую.
Аменция может возникнуть при тяжёлых инфекционных заболеваниях, отравлениях, на фоне утяжеления заболевания, истощения резервов, снижения защитных сил организма. Наблюдается при эндогенных психозах, травматического, инфекционного и токсического происхождения. Также может отмечаться при шизофрении.
Выход из болезни постепенный, астеническое состояние сохраняется длительно. В наиболее тяжёлых случаях аментивный синдром переходит в психоорганический синдром.

## Классификация
В зависимости от преобладания тех или иных клинических проявлений выделяют три формы аменции:
- бредовую (преобладают отрывочные бредовые идеи);
- галлюцинаторную (преобладают галлюцинаторные переживания);
- кататоническую (преобладает ступор).

## Лечение аменции
При психическом заболевании показана госпитализация в психиатрическое отделение, при соматической патологии — в профильное отделение, соответствующее основному заболеванию. Больному вводят антитоксические препараты и нейролептики. Для устранения двигательного возбуждения назначают бензодиазепины. Для прояснения сознания регулярно осуществляют капельные инфузии ноотропов в солевом растворе. Пациенты отказываются от воды и пищи, поэтому их переводят на искусственное питание. Осуществляют терапию основного заболевания.

## Прогноз
Прогноз относительно благоприятен. При своевременном адекватном лечении аменция обычно не представляет опасности для жизни, однако летальный исход в ряде случаев может быть обусловлен истощением больного и неблагоприятным течением основного заболевания. После выхода из аменции наблюдается выраженная астения и полная амнезия.